# John G. Schmitz

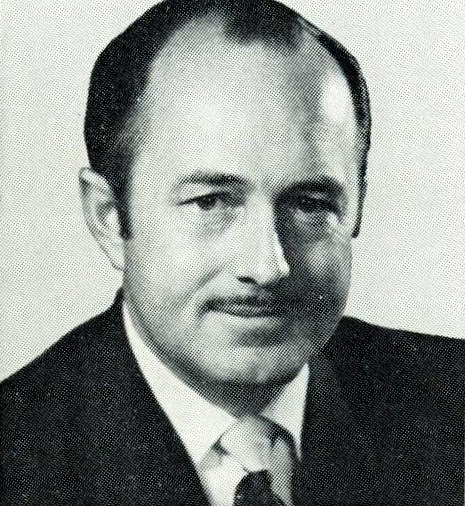
John G. Schmitz

John George Schmitz (* 12. August 1930 in Milwaukee, Wisconsin; † 10. Januar 2001 in Washington, D.C.) war ein US-amerikanischer Politiker. Zwischen 1970 und 1973 vertrat er den Bundesstaat Kalifornien im US-Repräsentantenhaus.

## Werdegang
John Schmitz studierte bis 1952 an der Marquette University. Zwischen 1952 und 1960 war er Jetpilot im Marine Corps. Bis 1983 gehörte er der Reserve dieser Waffengattung an. Nach seiner aktiven Militärzeit setzte er seine Ausbildung am California State College in Long Beach fort. In den folgenden Jahren lehrte er die Fächer Philosophie und politische Wissenschaften am Santa Ana College. Gleichzeitig schlug er als Mitglied der Republikanischen Partei eine politische Laufbahn ein. Zwischen 1964 und 1970 saß er im Senat von Kalifornien. Er galt als sehr konservativ und wurde Mitglied der John Birch Society.
Nach dem Tod des Abgeordneten James B. Utt wurde Schmitz bei der fälligen Nachwahl für den 35. Sitz von Kalifornien als dessen Nachfolger in das US-Repräsentantenhaus in Washington gewählt, wo er am 30. Juni 1970 sein neues Mandat antrat. Nach einer Wiederwahl konnte er bis zum 3. Januar 1973 im Kongress verbleiben. Im Jahr 1972 wurde er von seiner Partei nicht mehr zur Wiederwahl nominiert, was auch mit einem Streit mit Präsident Richard Nixon zu tun hatte, der seinen Gegenkandidaten unterstützte.

Stimmenanteile von John Schmitz bei der Präsidentschaftswahl 1972:

Aus Verärgerung über seine nicht erfolgte Nominierung zur Wiederwahl in den Kongress bewarb sich Schmitz im Jahr 1972 als Kandidat der rechtskonservativen American Independent Party für die Präsidentschaft; sein Running Mate war Thomas J. Anderson aus Tennessee. Natürlich hatte er dabei keine Chance, sich gegen die Kandidaten der etablierten Parteien durchzusetzen. Bei der Präsidentschaftswahl wurde Nixon wiedergewählt; Schmitz belegte mit 1,1 Millionen Stimmen den dritten Platz, was einen Anteil von 1,4 Prozent bedeutete. Im Jahr 1976 strebte er erfolglos seine Rückkehr in den Kongress an. Zwischen 1978 und 1982 gehörte er noch einmal dem kalifornischen Senat an.
1982 wurde eine außereheliche Beziehung von Schmitz aufgedeckt, die ihn seine weitere politische Karriere kostete. Er starb am 10. Januar 2001 in der Bundeshauptstadt Washington und wurde auf dem Nationalfriedhof Arlington in Virginia beigesetzt. Sein Sohn Joseph wurde im selben Jahr Generalinspekteur des US-Verteidigungsministeriums und später ein ranghoher Manager des Sicherheitsunternehmens Blackwater.
Schmitz war der Vater der Lehrerin Mary Kay LeTourneau, die 1996 mit ihrem damals 12-jährigen Schüler Vili Fualaau ein Verhältnis begann und 1997 wegen sexuellen Missbrauchs von Kindern zu sechs Monaten Haft und einer Therapie verurteilt wurde.